# Condado de Marshall (Misisipi)
El condado de Marshall (en inglés: Marshall County), fundado en 1836, es un condado del estado estadounidense de Misisipi. En el año 2000 tenía una población de 34.993 habitantes con una densidad poblacional de 19 personas por km². Las sede del condado es Holly Springs. Forma parte del Área metropolitana de Memphis.

## Geografía
Según la Oficina del Censo, el condado tiene un área total de 1839 km² (710 mi²), de la cual 1829 km² (706,2 mi²) es tierra y 10 km² (3,9 mi²) es agua.

## Demografía
En el 2000 la renta per cápita promedia del condado era de $ 28 756, y el ingreso promedio para una familia era de $33 125. El ingreso per cápita para el condado era de $14 028. En 2000 los hombres tenían un ingreso per cápita de $28 852 frente a $21 227 para las mujeres. Alrededor del 21,90% de la población estaba bajo el umbral de pobreza nacional.

## Condados adyacentes
- Condado de Fayette (norte)
- Condado de Benton (este)
- Condado de Union (sureste)
- Condado de Lafayette (sur)
- Condado de Tate (suroeste)
- Condado de DeSoto (oeste)
- Condado de Shelby (noroeste)

## Localidades
Ciudades
- Holly Springs

Pueblos
- Byhalia
- Potts Camp

Áreas no incorporadas
- Bethlehem
- Chulahoma
- Hudsonville
- Marianna
- Mount Pleasant
- Orion
- Red Banks
- Slayden
- Victoria
- Wall Hill
- Waterford
- Watson

## Principales carreteras
- Interestatal 22
- Interestatal 269
- U.S. Highway 72
- U.S. Highway 78
- Carretera 4
- Carretera 7
- Carretera 302